# Championnats de France de patinage artistique 2019
Navigation
Championnats de France 2018 Championnats de France 2020
Les championnats de France de patinage artistique 2019 ont lieu du 13 au 15 décembre 2018 à Vaujany. C'est la deuxième fois que la ville iséroise reçoit les championnats nationaux après l'édition de 2014.
Les championnats accueillent le patinage artistique, la danse sur glace et le patinage synchronisé. Les championnats de France de ballet sur glace et de patinage de vitesse sur piste courte sont aussi organisés en même temps.

## Faits marquants
- Après avoir été forfait au Trophée de France de novembre 2018, Chafik Besseghier est également forfait pour ces championnats nationaux, ce qui l'empêche de défendre son titre.

- Le monégasque Davide Lewton-Brain et la suissesse Maïa Mazzara sont invités à participer respectivement aux compétitions masculine et féminine.

## Podiums
| Épreuves                                 | Or                                      | Argent                               | Bronze                             |
| Messieurs résultats détaillés            | Kevin Aymoz                             | Adam Siao Him Fa                     | Adrien Tesson                      |
| Dames résultats détaillés                | Maé-Bérénice Meité                      | Laurine Lecavelier                   | Julie Froetscher                   |
| Couples résultats détaillés              | Vanessa James / Morgan Ciprès           | Cléo Hamon / Denys Strekalin         | Camille Mendoza / Pavel Kovalev    |
| Danse sur glace résultats détaillés      | Gabriella Papadakis / Guillaume Cizeron | Marie-Jade Lauriault / Romain Le Gac | Adelina Galyavieva / Louis Thauron |
| Patinage synchronisé résultats détaillés | Les Zoulous                             | -                                    | -                                  |

## Détails des compétitions

### Messieurs
| Rang    | Nom                 | Points | Programme court | Programme court | Programme libre | Programme libre |
| ------- | ------------------- | ------ | --------------- | --------------- | --------------- | --------------- |
| 1       | Kevin Aymoz         | 262.65 | 1               | 95.40           | 1               | 167.25          |
| 2       | Adam Siao Him Fa    | 226.36 | 3               | 74.23           | 2               | 152.13          |
| 3       | Adrien Tesson       | 204.61 | 5               | 70.52           | 3               | 134.09          |
| 4       | Luc Economides      | 190.16 | 6               | 67.81           | 4               | 122.35          |
| 5       | Landry Le May       | 189.57 | 4               | 70.90           | 5               | 118.67          |
|         | Davide Lewton-Brain | 176.86 | 9               | 61.59           | 6               | 115.27          |
| 6       | Tom Bouvart         | 172.87 | 8               | 62.00           | 7               | 110.87          |
| 7       | Xavier Vauclin      | 170.67 | 7               | 62.72           | 8               | 107.95          |
| 8       | Philip Warren       | 162.24 | 10              | 59.43           | 9               | 102.81          |
| Abandon | Romain Ponsart      |        | 2               | 75.31           |                 |                 |
| Forfait | Chafik Besseghier   |        |                 |                 |                 |                 |

### Dames
| Rang    | Nom                | Points | Programme court | Programme court | Programme libre | Programme libre |
| ------- | ------------------ | ------ | --------------- | --------------- | --------------- | --------------- |
| 1       | Maé-Bérénice Meité | 186.46 | 1               | 66.58           | 1               | 119.88          |
| 2       | Laurine Lecavelier | 177.54 | 2               | 60.24           | 2               | 117.30          |
| 3       | Julie Froetscher   | 149.25 | 3               | 51.71           | 4               | 97.54           |
| 4       | Léa Serna          | 148.31 | 5               | 49.46           | 3               | 98.85           |
| 5       | Alizée Crozet      | 147.56 | 4               | 50.41           | 5               | 97.15           |
| 6       | Océane Piegad      | 131.57 | 7               | 46.40           | 6               | 85.17           |
|         | Maïa Mazzara       | 125.22 | 6               | 49.27           | 7               | 75.95           |
| Forfait | Anna Kuzmenko      |        |                 |                 |                 |                 |

### Couples
| Rang    | Nom                                  | Points | Programme court | Programme court | Programme libre | Programme libre |
| ------- | ------------------------------------ | ------ | --------------- | --------------- | --------------- | --------------- |
| 1       | Vanessa James / Morgan Ciprès        | 240.97 | 1               | 82.70           | 1               | 158.27          |
| 2       | Cléo Hamon / Denys Strekalin         | 154.45 | 2               | 49.26           | 2               | 105.19          |
| 3       | Camille Mendoza / Pavel Kovalev      | 129.40 | 3               | 47.25           | 3               | 82.15           |
| Forfait | Coline Keriven / Noël-Antoine Pierre |        |                 |                 |                 |                 |

### Danse sur glace
| Rang | Nom                                     | Points | Danse rythmique | Danse rythmique | Danse libre | Danse libre |
| ---- | --------------------------------------- | ------ | --------------- | --------------- | ----------- | ----------- |
| 1    | Gabriella Papadakis / Guillaume Cizeron | 220.95 | 1               | 85.89           | 1           | 135.06      |
| 2    | Marie-Jade Lauriault / Romain Le Gac    | 178.95 | 2               | 71.35           | 2           | 107.60      |
| 3    | Adelina Galyavieva / Louis Thauron      | 154.89 | 3               | 60.49           | 4           | 94.40       |
| 4    | Julia Wagret / Pierre Souquet           | 153.66 | 4               | 57.00           | 3           | 96.66       |

### Patinage synchronisé
| Rang | Nom                | Points | Programme court | Programme court | Programme libre | Programme libre |
| ---- | ------------------ | ------ | --------------- | --------------- | --------------- | --------------- |
| 1    | Les Zoulous (Lyon) | 145.10 | 1               | 49.34           | 1               | 95.76           |

## Source
Résultats des championnats de France 2019 sur le site csndg.org